# KFK 561
KFK 561 war ein deutscher Kriegsfischkutter (KFK) und gehörte damit zu einer der größten Schiffbauserien der Welt. Er wurde 1944 auf der Ernst Burmester Schiffswerft KG Swinemünde-Ost in Swinemünde gebaut.
Bis Kriegsende diente das Schiff als Eisbär (DW 33) in der Hafenschutzflottille Wilhelmshaven der Kriegsmarine. Nach dem Krieg diente es wie viele andere KFK als Minenräumfahrzeug im Deutschen Minenräumdienst.
Im Dezember 1946 wurde die KFK 561, exemplarisch für viele andere KFK, dem F in der Typenbezeichnung und somit der schon beim Bau geplanten Nachkriegsverwendung gerecht. Es wurde für den Einsatz als ziviles Fischereifahrzeug an A. & T. Pekeler nach Hamburg verkauft und in ANKE umbenannt. Nach dem erforderlichen Umbau in Elmshorn bei Kremer & Sohn fuhr das Schiff als Fischkutter mit dem Fischereikennzeichen (HF 423) von Hamburg-Finkenwerder aus und war für A. Pekeler registriert.
1953 übernahm der Seegrenzschutz das Boot und ließ es auf der Böbswerft in Travemünde wieder zum Wachboot umbauen. Ab April 1953 diente es als Küstenwachboot W 3 in der 4. Wachboot-Flottille Kiel.
Am 1. Juli 1956 wurde  das Boot mit dem gesamten Bestand des Seegrenzschutzes in die Bundesmarine übernommen. Ab dem 2. Juli 1956 diente es als H 3 im Hafenschutzgeschwader und ab 1959 als Küstenwachboot KW 3 im 1. Küstenwachgeschwader. Am 1. August 1963 wurde es außer Dienst gestellt. Anscheinend als Schulboot für die Marineschule Mürwik geplant wurde der Kutter jedoch im Marinearsenal Wilhelmshaven aufgelegt. 
Am 1. Dezember 1965 wurde es als Funkbeschickungsboot KW 3 der Klasse 740 mit der Kennung Y 829 mit einer zivilen Besatzung wieder in Fahrt gebracht und dem Marinearsenal Wilhelmshaven zugeteilt.
Am 22. Mai 1990 wurde es endgültig außer Dienst gestellt und durch den auf der Kröger-Werft in Schacht-Audorf entstandenen Neubau Bant ersetzt.
Der zu der Zeit einzige noch existente KFK, der in vier Marinen gedient hatte und sich noch immer im Bauzustand als Küstenwachboot befand, wurde im Juli 1991 über die Vebeg an die Stadt Wilhelmshaven verkauft, erneut in Wilhelmshaven aufgelegt. Dieser KFK wurde im April 2004 in Wilhelmshaven abgewrackt. Im Deutschen Marinemuseum in Wilhelmshaven befindet sich noch ein Teil des Hecks als Anschauungsstück im Außenbereich.